# Epanaphe nigripicta
Epanaphe nigripicta är en fjärilsart som beskrevs av George Duryea Hulst. Epanaphe nigripicta ingår i släktet Epanaphe och familjen tandspinnare. Inga underarter finns listade i Catalogue of Life.